# 斯氏牙漢魚
斯氏牙漢魚，為輻鰭魚綱銀漢魚目擬銀漢魚科的其中一種，分布於南美洲阿根廷San Matías灣淡水流域，為温帶淡水魚，棲息在底中層水域，生活習性不明。